# Gabriel de Vallseca
Gabriel Vallseca o Gabriel de Vallseca (Barcelona, abans de 1408 - Palma, després de 1467) fou mestre de cartes de navegar (cartògraf), bruixoler i mercader; era descendent de jueus conversos. Almenys des de 1433 ja tenia taller a la ciutat de Mallorca, i abans havia residit a Barcelona, on hauria nascut poc abans o poc després dels assalt al call de 1391, possiblement els seus ascendents materns eren mallorquins i familiars de la seva esposa.
Residia a la parròquia de Santa Creu, la barriada marinera i comercial de la ciutat; es va casar amb Floreta Miró i tingué dos fills, Francesc i Joan, el primer dels quals fou penitenciat per la inquisició i un fill del segon es casà amb una dona condemnada pel tribunal, ambdós per judaïtzants, circumstàncies que fan pensar que ell mateix ho era. Va fer testament a la ciutat de Mallorca el 1467.

## L'obra

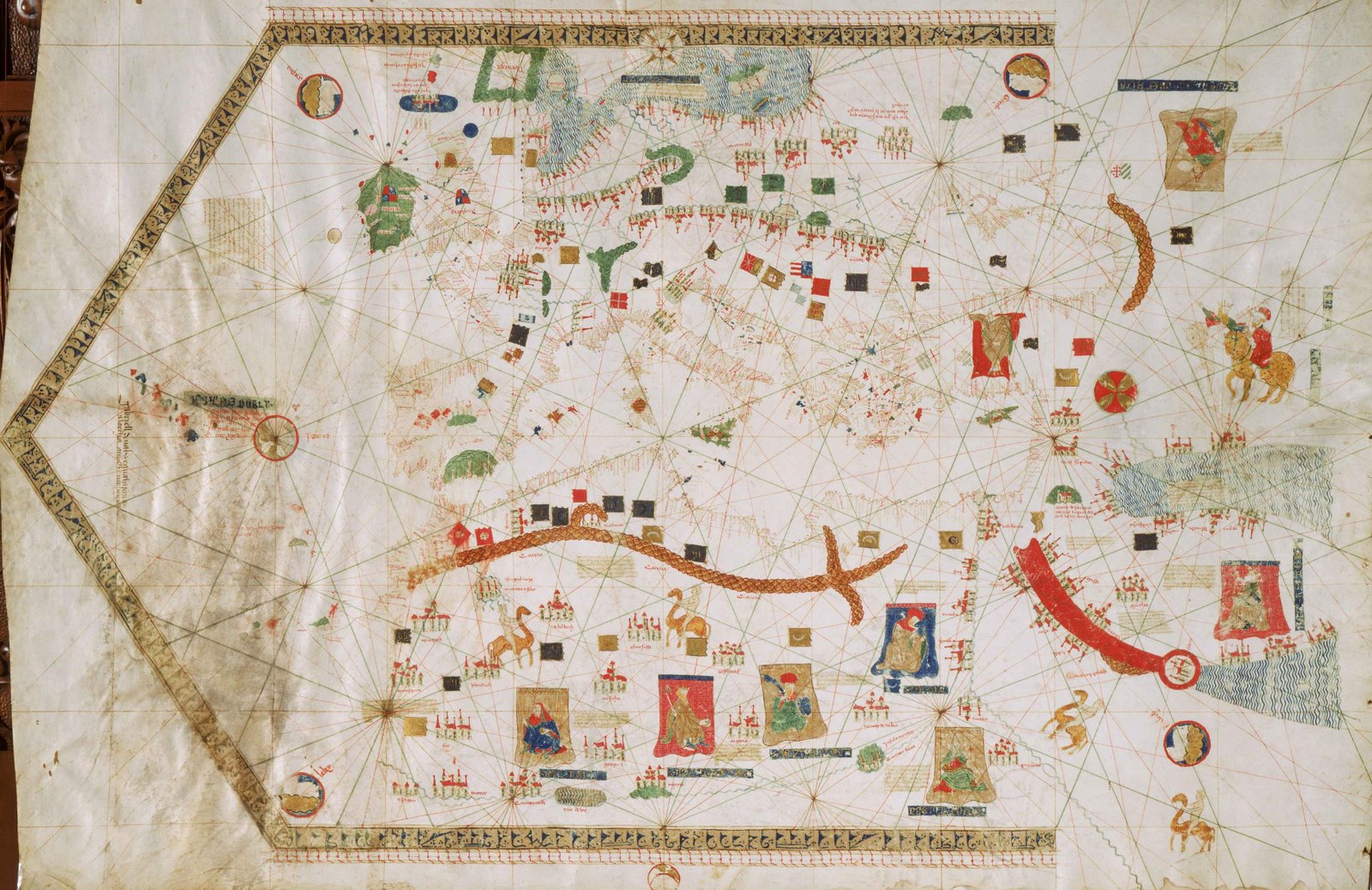
Mapa de 1439 de Gabriel Vallseca.

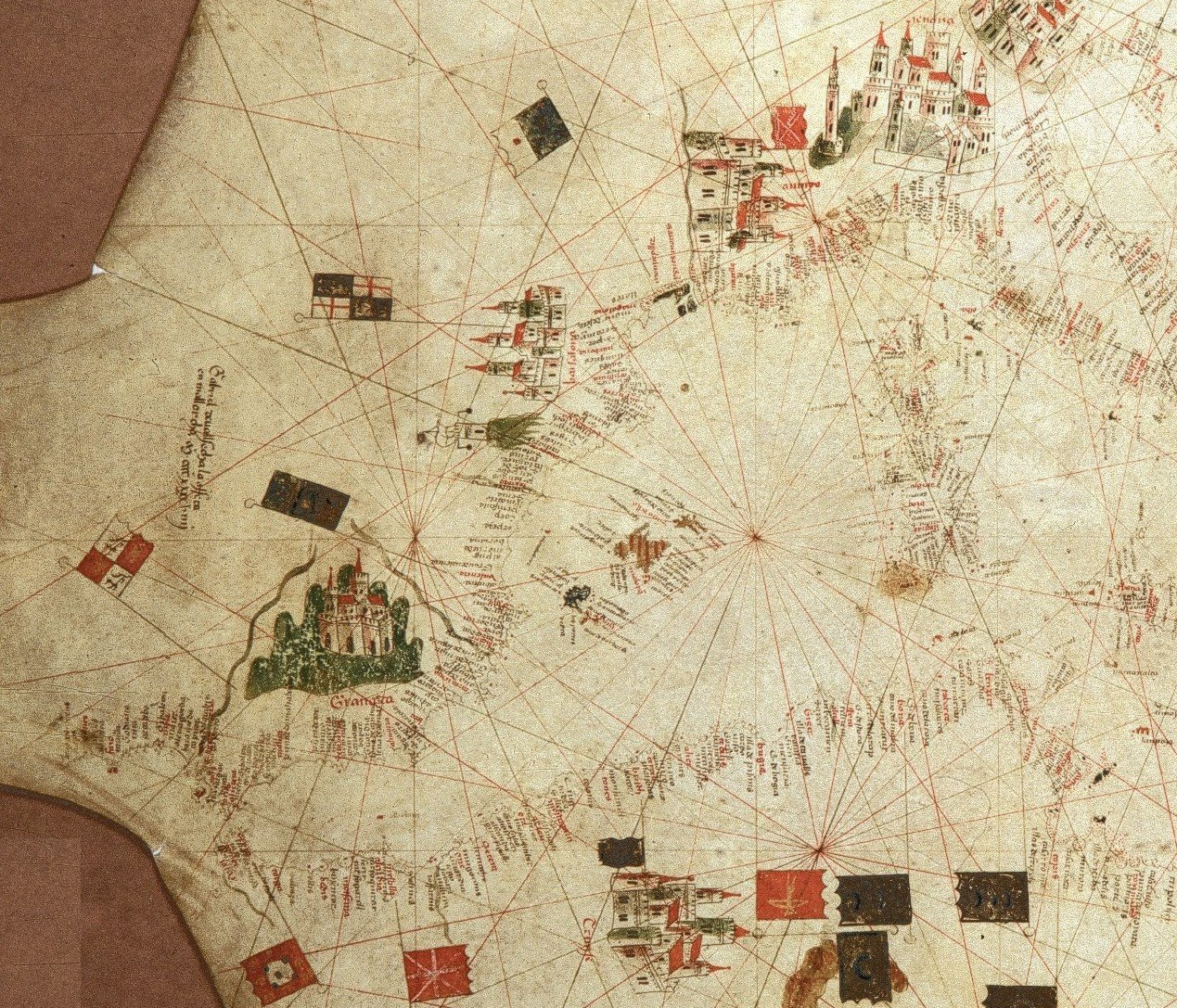
Mapa de 1449 de Gabriel Vallseca.

Es conserven tres obres signades per Gabriel Vallseca:
- Carta de 1439 de la Biblioteca de Catalunya, en comodat al Museu Marítim de Barcelona (inv. 3236), mapamundi parcial.
- Carta de 1447 a la Biblioteca Nacional de França (Rés. Ge. C4607), àrea mediterrània.
- Carta de 1449 a l'Arxiu d'Estat Florència, (CN 22), àrea mediterrània.

També dues d'anònimes són atribuïdes al seu taller:
- Carta s/d, aprox. 1440, a la Biblioteca Nacional Central de Florència (portolà 16), mapamundi parcial.
- Carta s/d, aprox 1447, a la Biblioteca Nacional de França (Rés. Ge. D 3005), fragments de la mediterrània oriental.

Des del punt de vista cartogràfic l'àmbit geogràfic màxim que abasta, comptant els anònims que li són atribuïts, va des d'Islàndia i Escandinàvia, al nord, al Riu d'Or i Somàlia, al sud, i des de les Açores, a l'oest, al Turquestan i la península Aràbiga, a l'est. Excepte les Açores, redescobertes el 1427 i que Vallseca cartografia per primera vegada de manera completa i correctament ubicades, les zones extremes no formen part de l'àrea portolana, sinó que són incorporades amb dissenys convencionals.
El seu disseny litoral i la toponímia són les pròpies de la cartografia portolana, però incorporant les novetats provinents de qualsevol dels tallers mediterranis: 
- Homogeneïtza l'escala entre la Mediterrània i l'Atlàntic, que fou realitzada per Francesco Beccari a Barcelona cap a l'any 1400, però que fins a Vallseca no fou incorporada per la cartografia mallorquina (però no la mar Negra, que continua sobredimensionada).
- També incorpora les adaptacions toponímiques de Beccari, a la península Ibèrica i les de l'escola veneciana a l'Adriàtic.

Des del punt de vista decoratiu, les seves cartes decorades conserven les principals característiques de la iconografia mallorquina anterior: representació de la rosa dels vents, miniatures humanes, animals i vegetals, representació de l'Atles en forma de palmera, els Alps en forma de peu de gall, Bohèmia en forma de ferradura, el riu Danubi en cadena, el Tajo en forma de gaiato, la mar Roja de color vermell, llegendes explicatives i ús de la llengua catalana en els textos i toponímia.
En definitiva, l'originalitat de Vallseca rau en no estar sotmès a les rigideses d'un taller en concret, tradicionalment refractaris a modificar el model tradicional, i per això la seva obra es pot considerar la més actualitzada del moment.

## L'obrador
Es conserva un document de reconeixement de deute per part de Gabriel Vallseca, amortitzat amb cartes portolanes, de gran interès per conèixer el funcionament d'un taller cartogràfic medieval, per ell sabem que el marge de benefici de l'activitat al segle XV era més aviat baix i que el temps necessari per elaborar una carta d'ús nàutic (no decorada), era una setmana, 28 en sis mesos diu el document, per tant en aquest ritme, el taller de Gabriel Vallseca pogué elaborar unes 2.000 cartes al llarg del seu període d'activitat.

Aquestes dades ens indiquen que els tallers cartogràfics eren centres menestrals de producció seriada, segurament el més important precedent medieval de la producció impresa, més que centres de captació de coneixement científic, com ha volgut transmetre la historiografia romàntica i que es dedicaven especialment a una producció utilitària, i l'elaboració de les més luxoses i rendibles, que són les que s'han conservat, devien ser encàrrecs extraordinaris.

## Les vicissituds de la Carta de 1439
La seva obra més famosa és la carta de 1439 que es conserva al Museu Marítim de Barcelona. Les seves vicissituds es poden seguir al llarg de la història: Al seu dors conté una nota segons la qual l'hauria comprat Amerigo Vespucci per vuitanta ducats d'or a finals del s. XV. Abans de 1785 era propietat del Cardenal Antoni Despuig i Dameto, que la va adquirir a Florència i la va depositar a Raixa, on la conservaren els seus hereus els comtes de Montenegro. El 1836 George Sand la va observar, però hi va haver un accident amb un tinter que la va deixar tacada.
A principis del s. XX el Comte de Montenegro, es va desprendre de la col·lecció del Cardenal Despuig i, malgrat les protestes dels cercles culturals, les institucions insulars no la compraren; finalment la carta fou venuda el 1910 al català Pere Bosc i Oliver, el qual al seu torn la va vendre a l'Institut d'Estudis Catalans el 1917, que la lliurà a la Biblioteca de Catalunya, finalment aquesta institució, el 1960, la deixà en dipòsit al Museu Marítim de Barcelona on es troba actualment exposada.

## Reconeixements
A Palma hi ha una escola pública i un carrer que duen el seu nom. Al sud-est de l'illa de Mallorca una muntanya submergida porta el seu nom.